# 武蔵知県事
武蔵知県事（むさしちけんじ）は、1868年（明治元年）に主に武蔵国内の旧幕府領の管轄のために明治政府によって置かれた地方長官。旧幕府の馬喰町御用屋敷詰め代官3名の支配所をおおむね引き継いだ3つの知県事の通称である。現在の東京都、埼玉県、神奈川県、千葉県のそれぞれ一部を管轄した。

## 概要
1868年（慶応4年）4月11日の江戸城開城を経て、江戸周辺の支配権をほぼ掌握した明治新政府は、同年5月11日、新政府軍の軍政下に置いていた江戸市中の旧町奉行支配地域を管轄する江戸府を設置した。江戸府は、7月17日に江戸が東京に改称されるとともに東京府（第1次）に改称されている。
一方、江戸近傍の旧幕府領および旗本知行地については、6月19日に忍藩士の山田政則（一太夫）、翌20日に旧幕府代官の松村長為（忠四郎）、さらに7月10日には旧幕府代官手附の桑山効（圭助）を、それぞれ知県事に任じた。山田は武蔵国内の足立郡を中心に約11.4万石、松村は従前自らの支配所であった武蔵国内の多摩郡・荏原郡・入間郡を中心に約10万石、桑山は武蔵国および下総国内の葛飾郡を中心に約13万石の旧幕府領・旗本領などを管轄した。知県事はその後それぞれ宮原忠英、古賀定雄（一平）、河瀬秀治に交代。新政府の支配が安定した1869年（明治2年）、3知県事の管轄区域をそれぞれ大宮県（県庁は東京府馬喰町に設置）、品川県、小菅県とした。

## 沿革
- 慶応4年=明治元年
  - 閏4月21日（1868年6月11日） - 府藩県設置の政体書が公布され、府藩県三治制が施行[4]。
  - 6月19日（1868年8月7日） - 山田政則が知県事に就任[1]。
  - 6月20日（1868年8月8日） - 旧幕府代官の松村長為が知県事に就任[2]。
  - 7月10日（1868年8月27日） - 旧幕府代官の桑山効が知県事に就任[3]。
  - 8月8日（1868年9月23日） - 松村長為知県事が古賀定雄（一平）に交代[5]。
  - 11月5日（1868年12月18日） - 町地とその周辺が東京府（第1次）に編入。
  - 12月23日（1869年2月4日） - 桑山効知県事が河瀬秀治に交代[6]。
- 明治2年
  - 1月10日（1869年2月20日） - 山田政則知県事が宮原忠英に交代[7]。
  - 1月13日（1869年2月23日） - 河瀬知県事の管轄区域に小菅県を設置[8]。
  - 2月9日（1869年3月21日） - 宮原、古賀各知県事の管轄区域にそれぞれ大宮県（のち浦和県）、品川県を設置[9]。

## 管轄区域
詳細は浦和県、品川県、小菅県の項目を参照。
- 大竹左馬太郎支配所ほか114,450石　→　山田政則　→　宮原忠英　→　大宮県　→　浦和県
- 松村忠四郎支配所、増上寺領ほか100,000石　→　松村長為　→　古賀定雄　→　品川県
- 佐々井半十郎支配所、東叡山領ほか137,200石　→　桑山効　→　河瀬秀治　→　小菅県

## 歴代知事
- 1868年（慶応4年）6月19日 - 1869年（明治2年）1月10日 ： 知県事・山田政則（忍藩士）
- 1868年（慶応4年）6月20日 - 1868年（慶応4年）8月8日 ： 知県事・松村長為（旧幕府代官）
- 1868年（慶応4年）7月10日 - 1868年（明治元年）12月23日 ： 知県事・桑山効（旧幕府代官手附）
- 1868年（慶応4年）8月8日 - 1869年（明治2年）2月9日 ： 知県事・古賀定雄（佐賀藩士）
- 1868年（明治元年）12月23日 - 1869年（明治2年）1月13日 ： 知県事・河瀬秀治（宮津藩士）
- 1869年（明治2年）1月10日 - 1869年（明治2年）2月8日 ： 知県事・宮原忠英（前太政官弁事）